# Salvador-Allende-Viertel

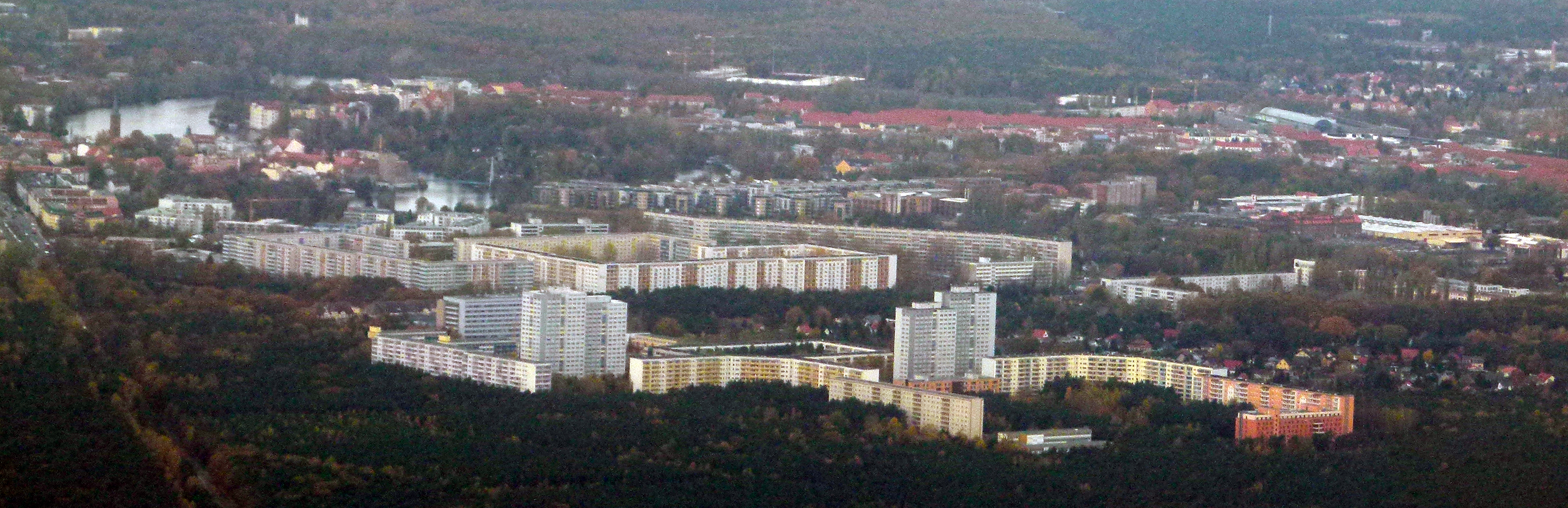
Luftbild des Allende-Viertels: Allende-Viertel II im Vordergrund, dahinter Allende-Viertel I sowie die Altstadt von Köpenick

Das Salvador-Allende-Viertel (umgangssprachlich: Allende-Viertel) ist eine Großsiedlung im Berliner Ortsteil Köpenick des Bezirks Treptow-Köpenick.

## Geschichte
Das Allende-Viertel ist eine ab 1971 in Plattenbauweise gebaute Großwohnsiedlung mit rund 6800 Wohnungen. Sie ist benannt nach dem früheren chilenischen Präsidenten Salvador Allende. Während das Wohngebiet Allende I im Wesentlichen auf früheren Kleingartenflächen („Amtsfeld“) an der Pablo-Neruda- und Salvador-Allende-Straße entstand, wurde das östliche Wohngebiet Allende II Ende der 1970er Jahre südlich des Müggelschlößchenweges im Waldgebiet Kämmereiheide gebaut. Eigentümer der Mietwohnungen sind heute die Wohnungsbaugesellschaft Degewo und die Wohnungsbaugenossenschaft Amtsfeld.
Das Wohngebiet ist gekennzeichnet sowohl durch seine Lage in der Nähe von Erholungsgebieten (Wälder, Spree, Müggelberge, Müggelsee) wie auch durch seine großzügigen begrünten Innenhöfe. Erschlossen durch Straßenbahn und Bus verfügt das Wohngebiet über Kindertagesstätten, Schulen, Sport- und Einkaufsmöglichkeiten. Zwischen dem Allende-Viertel I und dem Allende-Viertel II hat das Krankenhaus Köpenick seinen Standort. Am westlichen Rand des Viertels befand sich eine – im Volksmund Schwefelberg genannte – Anhöhe, die 2005 wegen Bodenverseuchung abgetragen wurde.
Das Allende-Viertel wurde 2014 überregional bekannt, als an der Alfred-Randt-Straße ein Containerdorf für Asylbewerber zusätzlich zu dem schon seit 2013 bestehenden Allende-Heim für Flüchtlinge an der Salvador-Allende-Straße 89–91, errichtet wurde. Im Umfeld des Heimes gab es Demonstrationen von Gegnern und Unterstützern.

## Wirtschaft und Infrastruktur

### Einkauf
Am westlichen Rand des Allende-Viertels I liegt das Einkaufszentrum Allende-Center. Im Allende II wurde 2002 ein Discounter eingerichtet, in seinem Umfeld sind noch kleine Läden und Gaststätten.

### Verkehr
Straßenbahnlinien
- 27: Krankenhaus Köpenick/Südseite – Weißensee, Pasedagplatz
- 67: Krankenhaus Köpenick/Südseite – S-Bahnhof Schöneweide/Sterndamm

Die zwischenzeitliche Planung, die Straßenbahn von ihrer jetzigen Endhaltestelle bis zum Müggelschlößchenweg, d. h. bis zum Allende-Viertel II, zu verlängern, wurde aufgegeben.
Buslinien
- 169: Müggelheim, Odernheimer Straße – U-Bahnhof Elsterwerdaer Platz
- X69: Köpenick, Müggelschlößchenweg – Marzahn-West, Köthener Straße
- 165: Köpenick, Müggelschlößchenweg – U-Bahnhof Märkisches Museum
- 269: Köpenick, Müggelschlößchenweg – U-Bahnhof Kaulsdorf-Nord

Individualverkehr
Durch das Salvador-Allende-Viertel führt der Europaradweg R1.

## Schwimmhalle Allendeviertel

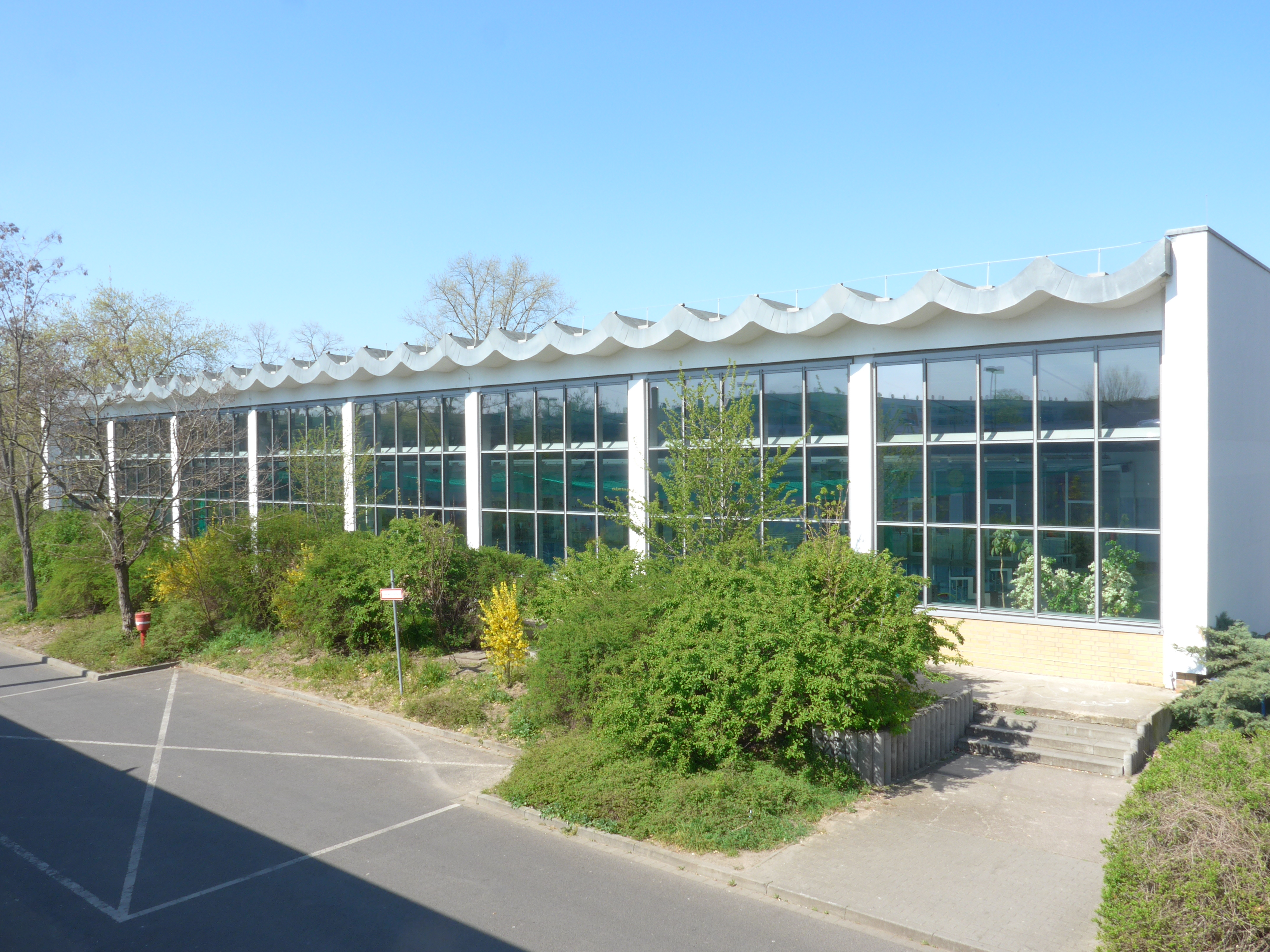
Schwimmhalle Allendeviertel – Blick vom Allende-Center

Am westlichen Rand das Viertels befindet sich die Schwimmhalle Allendeviertel der Berliner Bäder-Betriebe. Sie wurde von Mai 2009 bis September 2010 saniert und verfügt über ein 25-m-Becken (27 °C), ein Nichtschwimmerbecken und eine Trockensauna.

## Persönlichkeiten
- Eberhard Aurich (* 1946), ehemaliger 1. Sekretär des FDJ-Zentralrats, lebt seit 1981 im Allende-Viertel